# Berga
Berga este un oraș în Spania în comunitatea Catalonia în provincia Barcelona. În 2006 avea o populație de 16.457 locuitori. Este capitala comarcii Berguedà.